# آق‌کول (شهرستان زرندی)
آق‌کول (به قزاقی: Akkol) یک منطقهٔ مسکونی در قزاقستان است که در شهرستان زرندی واقع شده‌است. آق‌کول ۱٬۱۴۰ نفر جمعیت دارد.